# Ovo centenário

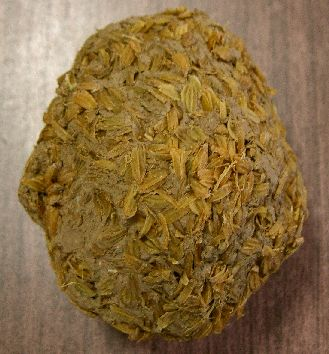
Invólucro de ovo centenário

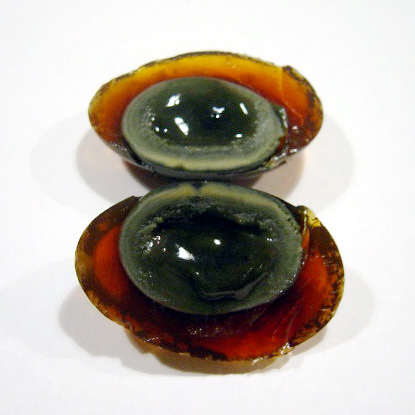
Ovo aberto

Ovo centenário, também conhecido como ovo preservado e ovo de cem anos (皮蛋 pídàn), é um ingrediente da culinária chinesa que é feito pela conservação de um ovo de pata, galinha ou gansa em uma mistura de argila, cinzas, sal, cal e amido de arroz, por diversas semanas, ou por meses, dependendo do método de preparo. A gema do ovo assume uma coloração que varia radialmente entre o verde claro e o verde escuro, enquanto a clara varia entre o marrom escuro e a transparência. A gema é cremosa com um aroma acentuado, e possui um sabor que se assemelha ao de queijo. A clara possui uma textura que se aproxima da textura da clara cozida, mas possui pouco sabor. Alguns ovos centenários possuem padrões fractais na superfície, se assemelhando a fractais de Koch. O ovo centenário é considerado uma excentricidade no ocidente, porém uma iguaria no leste asiático.

## Produção
A origem do método para criar os ovos centenários provavelmente surgiu de uma tentativa de estender o tempo de conservação de ovos em tempos de escassez de comida.